# Neivamyrmex cloosae
Neivamyrmex cloosae är en myrart som först beskrevs av Auguste-Henri Forel 1912.  Neivamyrmex cloosae ingår i släktet Neivamyrmex och familjen myror. Inga underarter finns listade i Catalogue of Life.